# Hex Suit
Hex Suit è un singolo del gruppo musicale statunitense Blue Man Group, pubblicato l'8 aprile 2016 come secondo estratto dall'album Three.

## Tracce
1. Hex Suit – 3:33